# Самогонные аппараты периодического действия

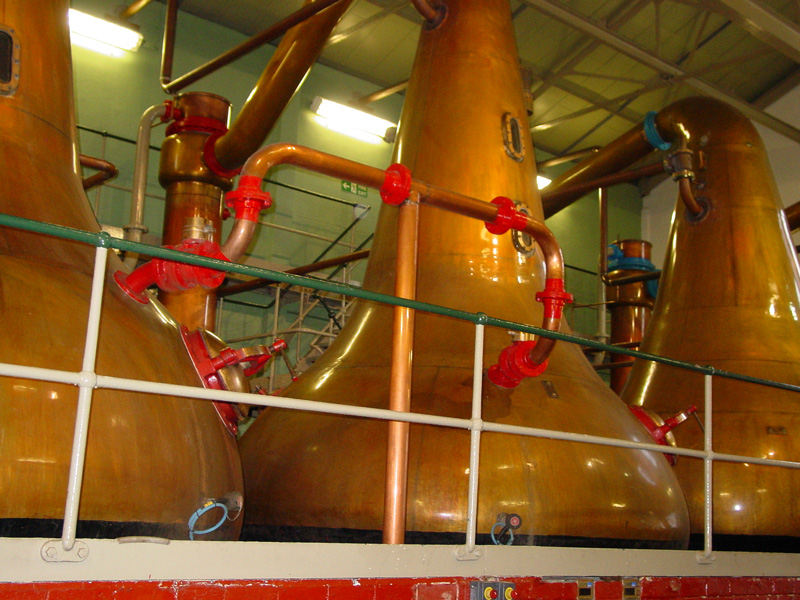
Перегонные кубы в винокурне Lagavulin (Шотландия)

Дистилляционные аппараты с периодической нагрузкой или перегонные кубы широко используются в промышленности для изготовления таких алкогольных напитков, как коньяк или виски, но непригодны для получения ректифицированного спирта. Являясь усовершенствованной моделью средневекового аламбика, они сохраняют значительно больше ароматических веществ в получаемом дистилляте, нежели аппараты непрерывного действия
Крепость спиртов, получаемых на предприятиях алкогольной промышленности кубовым методом, составляет от 60 до 80 % об. (при многократной перегонке).
В соответствии с международным законодательством, коньяк (но не бренди!), ирландский и шотландский солодовый виски, а также т. н. «кубовый» (Single pot still или Pure pot still) сорт виски могут быть изготовлены только с помощью перегонного куба.

## Разновидности самогонных аппаратов периодического действия

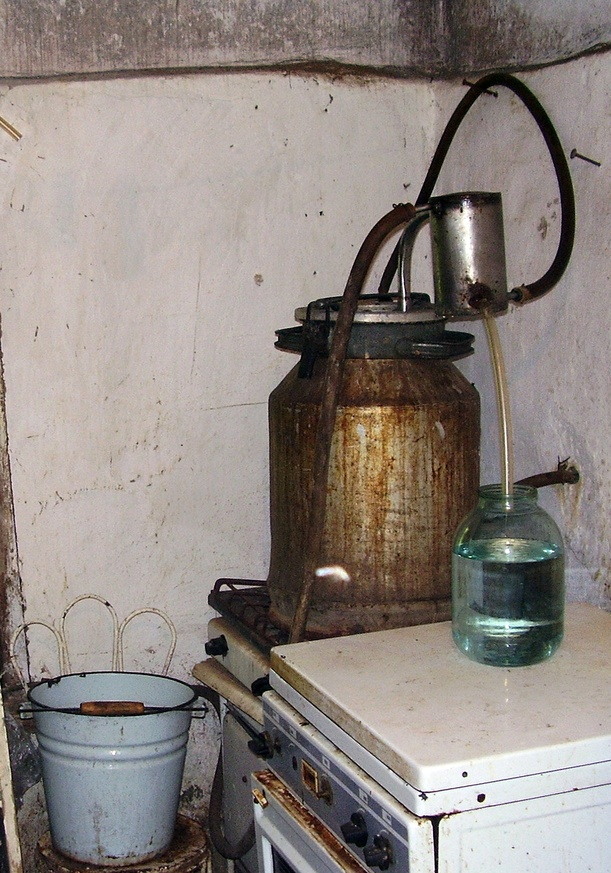
Самогонный аппарат, изготовленный из молочного бидона

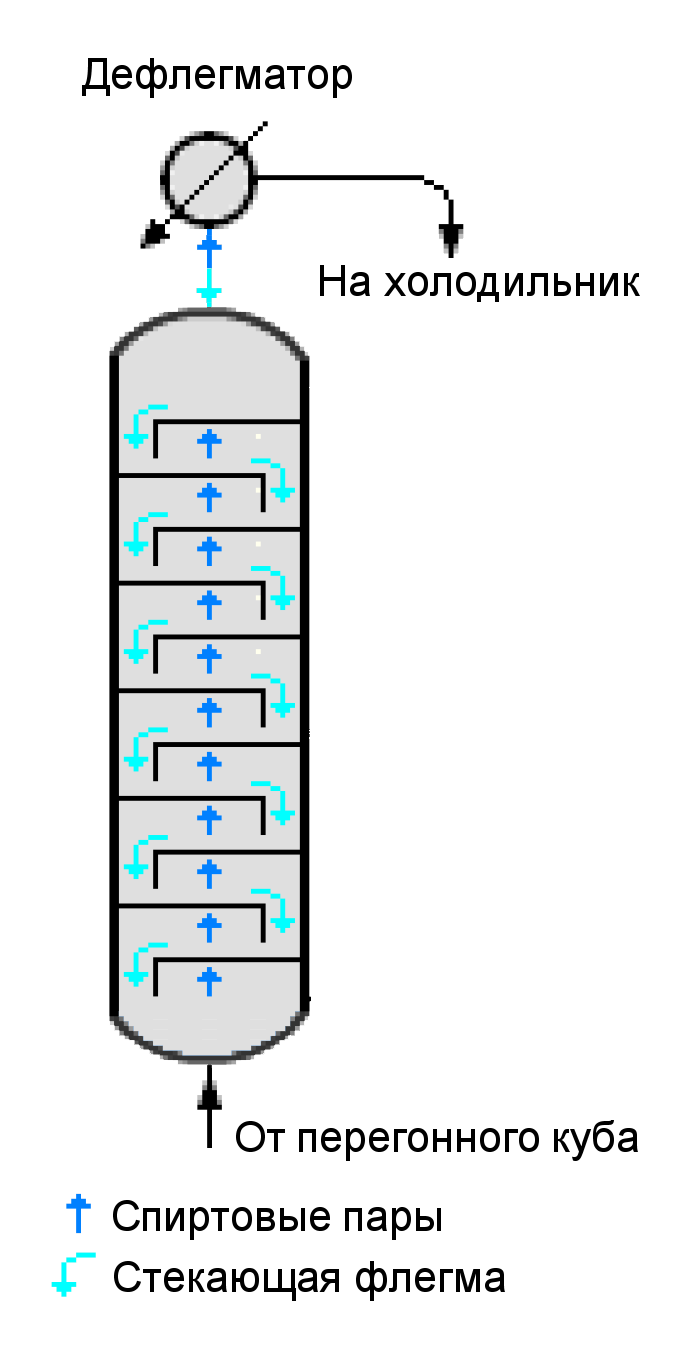
Схема упрощенной ректификационной колонны

Какими бы ни были аппараты с периодической нагрузкой по конструкции, все они требуют опорожнения перегонного куба по окончании одного цикла работы. Простейшие аппараты состоят только из перегонного куба, в котором происходит кипение браги и холодильника, в котором производится конденсация паров. Подобные аппараты, несмотря на свою простоту, могут обладать значительной производительностью (до 3 литров дистиллята крепостью 20 — 40 % об. в час при однократной перегонке), однако приготовление высококачественного алкоголя с помощью простейших аппаратов в домашних условиях может быть затруднительным. Чтобы повысить качество приготовляемых напитков, можно применить дополнительные приспособления к самогонному аппарату.
Дальнейшее усовершенствование бытовых самогонных аппаратов состоит в применении дефлегматоров и/или ректификационных колонн, включенных между перегонным кубом и холодильником. Колонны, применяемые в домашнем самогоноварении, работают по принципу промышленных (то есть разделение смеси за счёт противоточного массообмена между паром и жидкостью), но устроены значительно проще: несмотря на то, что пары браги являются многокомпонентной смесью, отбор дистиллята осуществляется в одной точке.
Спиртовые пары из перегонного куба поступают в нижнюю часть колонны и поднимаются вверх. На элементах насадки колонны (тарелки, сетки, шарики и т. п.) происходит частичная конденсация наиболее тяжелых фракций из пара — образуется флегма. Финальное освобождение спиртовых паров от флегмы происходит в дефлегматоре.
Флегма, стекающая вниз по колонне, встречается паром и частично переходит в газообразное состояние. Но и пар, теряя энергию от контакта с флегмой, также частично конденсируется. Таким образом, в колонне происходит многократное испарение и конденсация, отчего только самые легкие фракции могут покинуть колонну и быть сконденсированы в холодильнике.
С помощью упрощенной ректификационной колонны возможно получение дистиллята крепостью до 90 % об. (при двукратной перегонке), однако производительность подобной колонны крайне низкая и составляет 250—500 мл. в час. Поэтому первый отгон часто проводят без использования колонны, а уже вторую, окончательную, с помощью колонны, а также с отсечением головных и хвостовых фракций, содержащих большое количество вредных примесей. Отсюда происходит другое название ректификационной колонны — фракционная колонна

## Критерии выбора самогонных аппаратов периодического действия
- В первую очередь необходимо предусмотреть место использования аппарата, а также способ его нагревания и охлаждения. Исходя из этого, следует учесть размеры самогонного аппарата, и в случае необходимости приобрести переносную плитку с плоским дном. Охлаждению происходит путем подачи холодной воды, поэтому необходим водопровод и канализация.
- Минимальный объем бака составляет 10 л, однако он заполняется не больше чем на 3/4, получая в итоге 9 л браги, поэтому рекомендуется брать оборудование на 20-30 л.
- Преимущественно качественные современные самогонные аппараты изготавливаются из пищевой нержавейки с перегонным кубом с широкой горловиной, чтобы можно было хорошо вымыть бак изнутри.
- Желательно, чтобы оборудование имело соединительные трубки с широким диаметром, чтобы предотвратить закупорку и создать дополнительную прочность.
- Также дистиллятор должен быть оснащён термометром, чтобы была возможность контролировать температуру для получения качественного напитка.
- В приоритете будет полностью разборной самогонный аппарат для более удобного ухода и хранения.

Таким образом, для любителей коньяка или виски подойдет оборудование в виде классического дистиллятора, а также бражной или колпачковой колонны. Если же необходимо получить спирт либо приготовить напитки на его основе понадобиться ректификационная колонна.